# ییکا د بای
ییکا د بای (به اسپانیایی: Lliçà de Vall) یک شهرستان در اسپانیا است که در بارسلون واقع شده است.

## خصوصیات
ییکا د بای ۱۰٫۸ کیلومترمربع مساحت و ۶٬۱۸۲ نفر جمعیت دارد و ۱۲۵ متر بالاتر از سطح دریا واقع شده است.